# Lanjwada, Bhalki
Lanjwada là một làng thuộc tehsil Bhalki, huyện Bidar, bang Karnataka, Ấn Độ.